# St. Cloud (Missouri)
St. Cloud – wieś w Stanach Zjednoczonych, w stanie Missouri, w hrabstwie Crawford.